# Werner Hofmeister (Künstler)
Werner Hofmeister (* 1951 in Klein Sankt Paul) ist ein österreichischer Konzeptkünstler.

## Leben

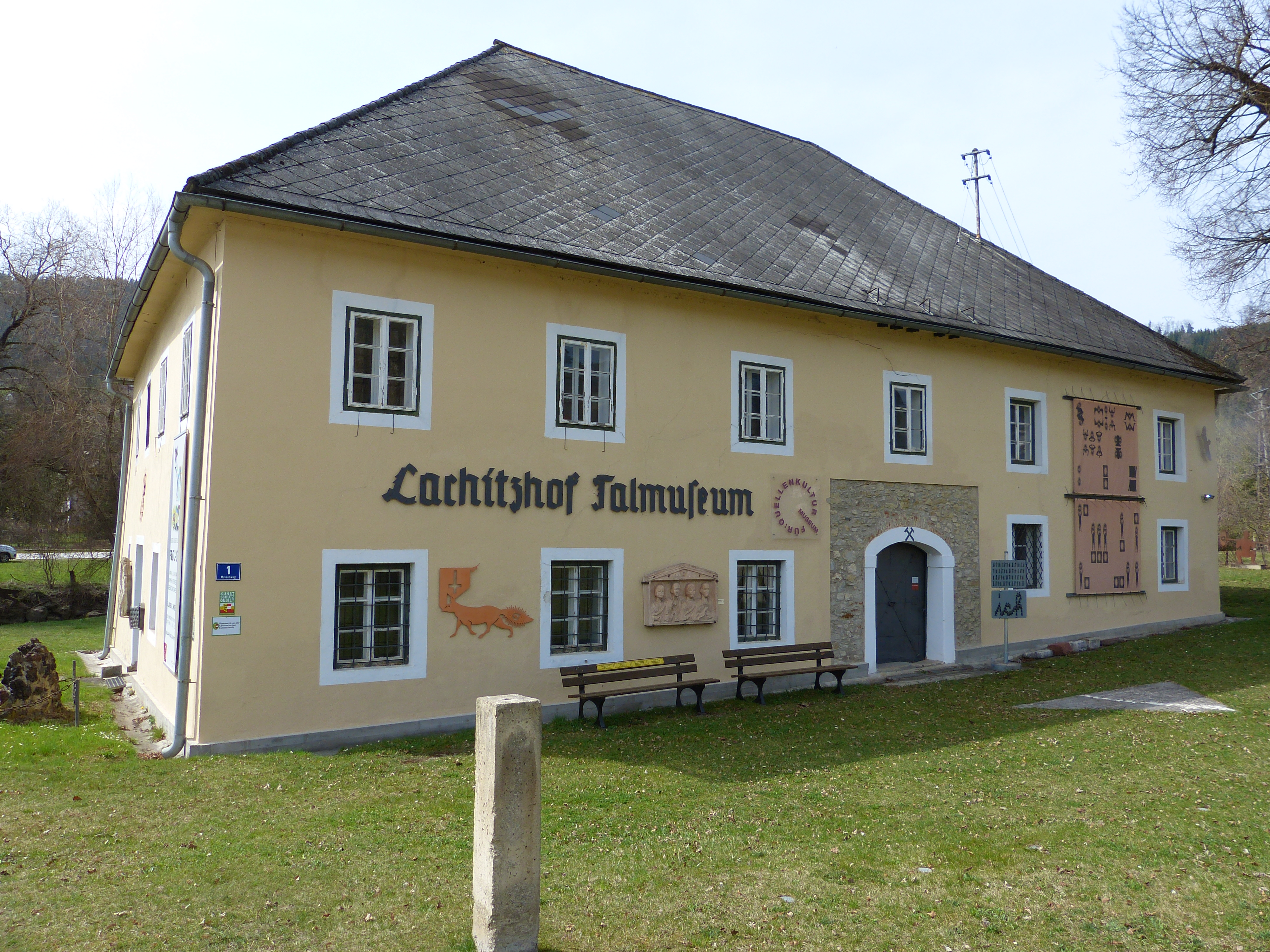
Talmuseum Klein Sankt Paul

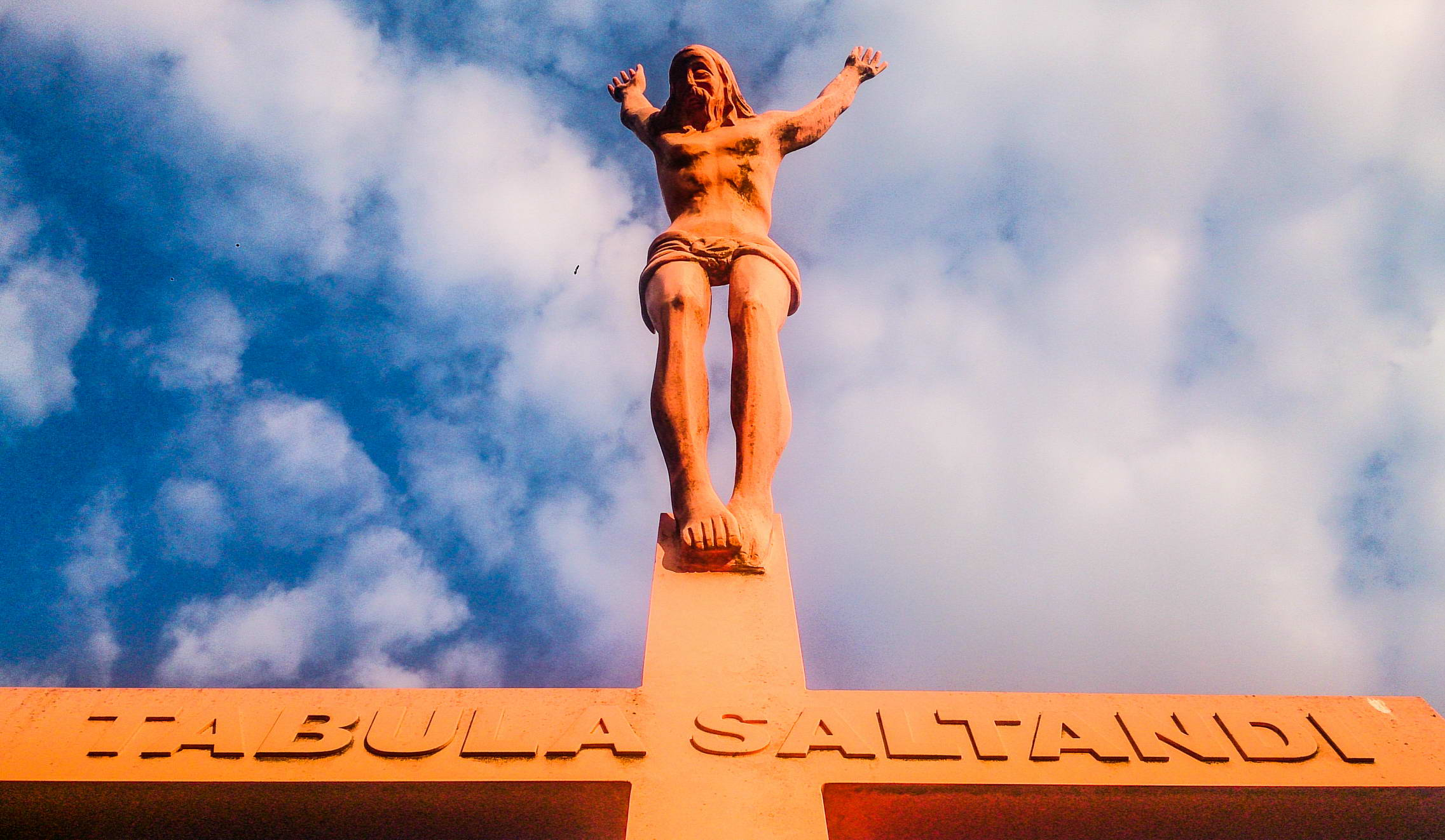
Skulptur am Kalvarienberg Graz

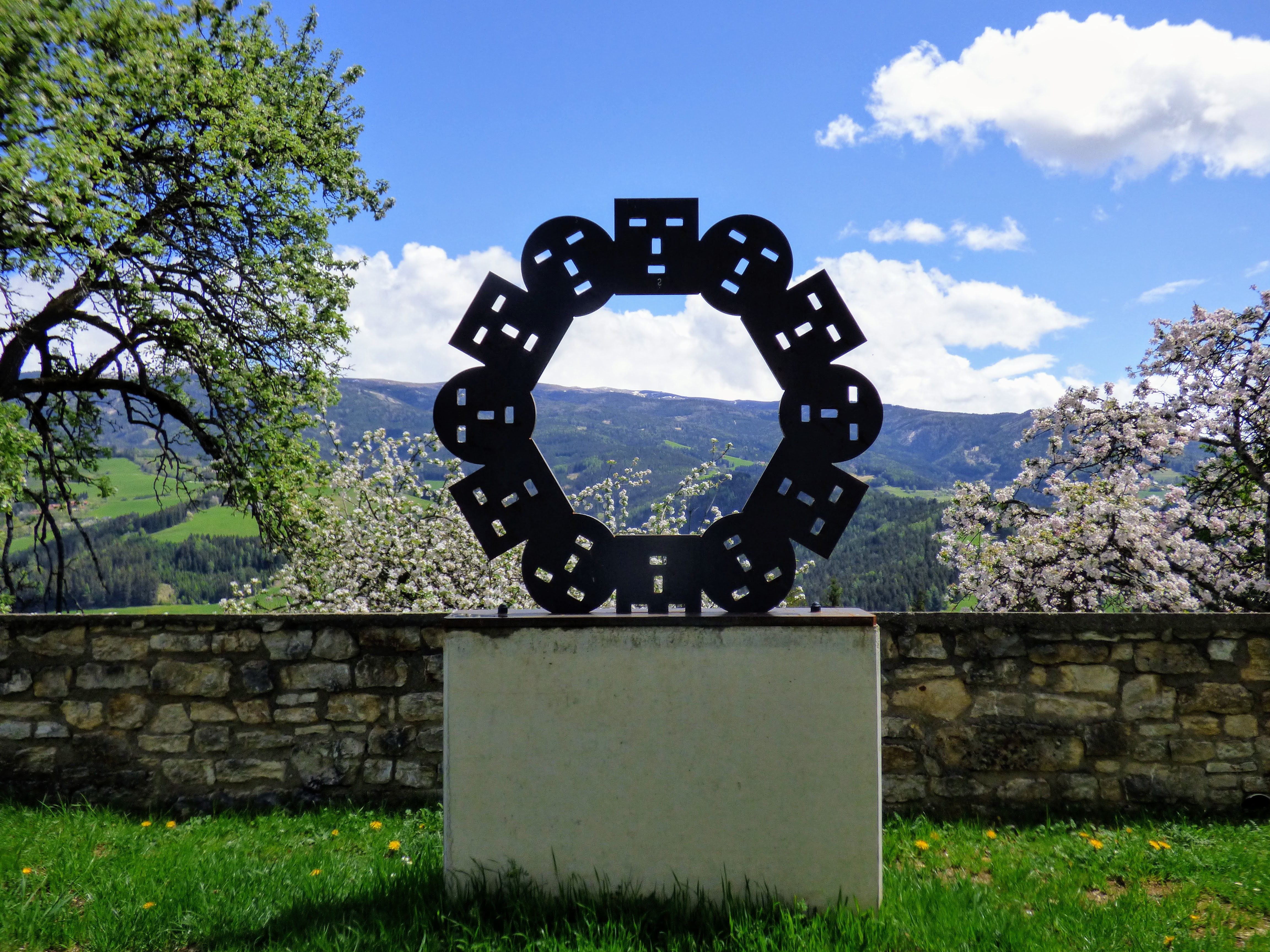
Landschaftsfenster bei Maria Hilf bei Guttaring

Nach dem Besuch einer Fachschule für Maschinenbau war Hofmeister vorübergehend Modellbauer. 1974 bis 1978 studierte Hofmeister Grafik und Design in Darmstadt sowie Serigraphie in Trier. Seinen Lebensmittelpunkt hat er als freischaffender Künstler in Klein Sankt Paul im Kärntner Görtschitztal.

## Werk
Hofmeister beschäftigt sich mit der Quelle, dem als Buchstaben Q dargestellten Ursprung. Der Anfangsbuchstabe Q ist die inhaltliche Klammer vieler seiner Kunstwerke, die im öffentlichen und kirchlichen Raum geschaffen wurden. Hofmeister arbeitet vorwiegend mit den Materialien Beton und Eisen. Von Thomas Zaunschirm wird Hofmeister als "Konzeptvolkskünstler" bezeichnet.
Seit 2002 widmet sich Hofmeister in seinem Heimatort dem Projekt Qnstort Klein Sankt Paul, wovon zahlreiche Werke im öffentlichen Raum in der Gemeinde zeugen. 2004 wurde das Talmuseum im Lachitzhof in Klein Sankt Paul unter der Leitung Hofmeisters zum Zentrum des Projekts Norische Kunstregion. Rund um den zum Museum für Quellenkultur umbenannten Lachitzhof entstand ein Skulpturenpark. Werke Hofmeisters sind unter anderem in den Kirchen St. Peter bei Taggenbrunn, Klagenfurt-Welzenegg, Klagenfurt-Heiligengeistkirche (auch am Platz vor der Kirche), Suetschach, Klein Sankt Paul und Tauchendorf sowie um das Klinikum Klagenfurt zu sehen. 2003 errichtete er eine Kreuzwegstation am Kalvarienberg Graz. 2010 gestaltete er das Flugdach des Schulzentrums Kühnsdorf.
Einzelausstellungen hatte Werner Hofmeister unter anderem 1985 im Museum Moderner Kunst in Wien (Muttermalaktion), 1993 im Kunsthaus Bregenz und 2002 in den Minoriten Galerien in Graz. An Gruppenausstellungen war er unter anderem 1988 im Kunsthaus Graz (Entartete Grenzen), 1992 im Künstlerhaus Klagenfurt (INTART), 1999 in der Landesgalerie Linz (CHILE:AUSTRIA) und 2003 in der Galerie am Landesmuseum Joanneum Graz (Himmelschwer) beteiligt.

## Ehrungen
1987 erhielt Hofmeister den Förderungspreis des Landes Kärnten, 1988 ein Österreichisches Staatsstipendium für bildende Kunst, 2006 wurde ihm der Professorentitel verliehen. 2012 wurde er mit dem Bundes-Ehrenzeichen besondere Verdienste um das Gemeinwesen und für hervorragende Leistungen in der Museumsarbeit ausgezeichnet.